# Cerotainia jamaicensis
Cerotainia jamaicensis är en tvåvingeart som beskrevs av Johnson 1919. Cerotainia jamaicensis ingår i släktet Cerotainia och familjen rovflugor.
Artens utbredningsområde är Jamaica. Inga underarter finns listade i Catalogue of Life.